# Karl Klaus von der Decken
Le baron Karl Klaus von der Decken, né le 8 août 1833 à Kotzen et mort le 2 octobre 1865 près de Bardera, est un explorateur prussien de l'Afrique de l'Est qui fut le premier Européen à tenter d'escalader le Kilimandjaro. Le Calao de von der Decken a été nommé d'après lui.

## Biographie
Issu de la famille von der Decken, il part dans l'Est africain dès 1859 et visite aussi les Comores. En 1861, il organise une nouvelle expédition à partir de Mombasa et explore les montagnes du Kenya et le Kilimandjaro avant d'entrer dans le centre de l'Afrique. Il est ainsi le premier européen qui ait essayé de gravir le Kilimandjaro. 
On lui doit le récit de ses aventures : Voyages en Afrique orientale dans les années 1859 à 1865.
Alors qu'il explore le fleuve Jubba, il meurt assassiné à Bardera en Somalie. 
Jules Verne le mentionne dans deux de ses romans : Cinq semaines en ballon (chapitre 1) et Mathias Sandorf (partie 5, chapitre IV).